# Idlib
Idlib (in arabo إدلب‎?) è una città della Siria nord-occidentale, situata vicino al confine con la Turchia, vicino all’antica e grande città archeologica di Ebla.

## Geografia umana
È il capoluogo dell'omonimo governatorato. Ha una popolazione di 157.427 abitanti circa (stima 2009).

## Storia
Durante il dominio ottomano in Siria, tra il XVI e il XIX secolo, Idlib fu la capitale di un qadāʾ ("capitale del sottodistretto") che portava il suo nome, parte del più grande vilayet di Aleppo ("Provincia di Aleppo"). La città era un centro di produzione di olive durante il regno del Gran Visir Köprülü Mehmed Pasha, che a sua volta ha lasciato il posto a una prospera industria del sapone a base di olive. Sebbene i principali mercati del sapone di Idlib fossero ad Aleppo, Antiochia e Hama, il prodotto fu esportato fino alla capitale ottomana di Istanbul. Idlib era anche un importante produttore di tessuti di cotone. Il viaggiatore occidentale Josias Leslie Porter notò che Idlib era "circondato da uliveti, raro in questa regione desolata", e osservò che i suoi uliveti erano più grandi di quelli di Damasco, Beirut o Gaza. A metà del XIX secolo, la città aveva una popolazione stimata di 8000 persone, tra cui 500 cristiani. Alla fine del XIX secolo, Idlib era "fiorente" e conteneva ancora un certo numero di famiglie cristiane, secondo l'orientalista tedesco Albert Socin.
Durante la rivolta dal 2011 che ha dato origine alla guerra civile siriana, Idlib è stata al centro delle proteste e dei combattimenti: divenne il centro di una campagna ribelle che assunse il controllo temporaneo della città e del governatorato, prima di un'offensiva del governo nell'aprile 2012. Successivamente, le forze governative ripresero la città e la provincia controllata dai ribelli dopo un mese di combattimenti, prima del tentativo di applicare il cessate il fuoco proposto da Kofi Annan. 
Dopo l'offensiva di Idlib del marzo 2015, l'alleanza ribelle, guidata dal Fronte al-Nuṣra e da Aḥrār al-Shām, è riuscita nella seconda battaglia di Idlib ad espugnare la città, oltre ad assediare le città, a maggioranza sciita, di al-Fuʾah e di Kafriyā a nord. 
Nel mese di aprile 2015, fu proposta come sede provvisoria dell'opposizione siriana. Il 23 luglio 2017, le forze di Aḥrār al-Shām abbandonarono Idlib e la città passò interamente sotto il controllo dei jihadisti di Hayʾat Taḥrīr al-Shām.
Nel settembre 2018 Russia e Turchia si accordarono su una zona demilitarizzata a Idlib, ma dopo l'escalation dei combattimenti che portarono all'espulsione degli integralisti - durante i quali, il 27 ottobre 2019, la zona è stato il luogo della morte del califfo Abu Bakr al-Baghdadi - il governo siriano non ha riconosciuto tali accordi ed ha iniziato la sua avanzata militare per riconquistare la città, con seguito di gravi effetti sulla popolazione civile.